# Ar-Raszid
Ar-Raszid – miejscowość w Syrii, w muhafazie Ar-Rakka, w dystrykcie Ar-Rakka. W 2004 roku liczyła 1626 mieszkańców.